# Lepidodactylus guppyi
Lepidodactylus guppyi — вид геконоподібних ящірок родини геконових (Gekkonidae). Мешкає на островах Меланезії. Вид названий на честь британського ботаніка Генрі Бруема Гуппі.

## Поширення і екологія
Lepidodactylus guppyi мешкають на деяких островах архіпелагу Бісмарка, зокрема на островах Амбайтл і Ніссан, на багатьох Соломонових островах, а також на острові Хіу в архіпелазі Торрес, можливо, також на островах Бенкс. Вони живуть у первинних і вторинних вологих тропічних лісах та в садах, на висоті до 500 м над рівнем моря. Відкладають яйця.